# شيق
الشِّيق أو أبو مَرِينا أو الزُّرُمْبَاية أو الموراي (الاسم العلمي: Muraena) هو جنس من الأسماك يتبع الفصيلة الشيقات من رتبة الأنقليسيات. والثعبان السمكي الموراي هو جنس من اثني عشر نوعًا من ثعابين البحر الكبيرة.
هذا الجنس شائع في البحر الأبيض المتوسط حيث يتمثل بوفرة في البحار الاستوائية وشبه الاستوائية، وخاصة في المناطق الصخرية أو على الشعاب المرجانية. وفي الغالبية العظمى منها، تمتد زعنفة طويلة من الرأس على طول الظهر حول الذيل وحتى فتحة الإخراج، ولكن جميعها خالية من الصدرية والزعانف الحوضية. أما الجلد فهو أملس ولا يحتوي على الحراشيف في كثيرٍ من الأنواع المزخرفة بالألوان المشرقة والمتنوعة، بحيث يخطئ الناس في الاعتقاد أن هذه الأسماك عبارة عن ثعابين.
كما يوجد لديها فم واسع وفك قوي ومسلح بأسنانٍ هائلة وحادة بشكلٍ عام والتي تمكن سمك الموراي ليس فقط الاستيلاء على فريستها (التي تتكون أساسًا من أسماكٍ أخرى) ولكن أيضًا إلحاق جروح بالغة، وخطيرة في بعض الأحيان، على أعدائها. فهي تهاجم الأشخاص الذين يقتربون من أماكن الإخفاء الخاصة بها في المياه الضحلة حيث يتم إخافتها من قِبَل الصيادين. على الأقل نوع واحد من الموراي الشبكي تمتلك فك بلعومي إضافي داخل البلعوم، والذي يكون قابلًا للتحرك ويمكنه التقدم بسرعةٍ للأمام للمساعدة في القبض على الفريسة.

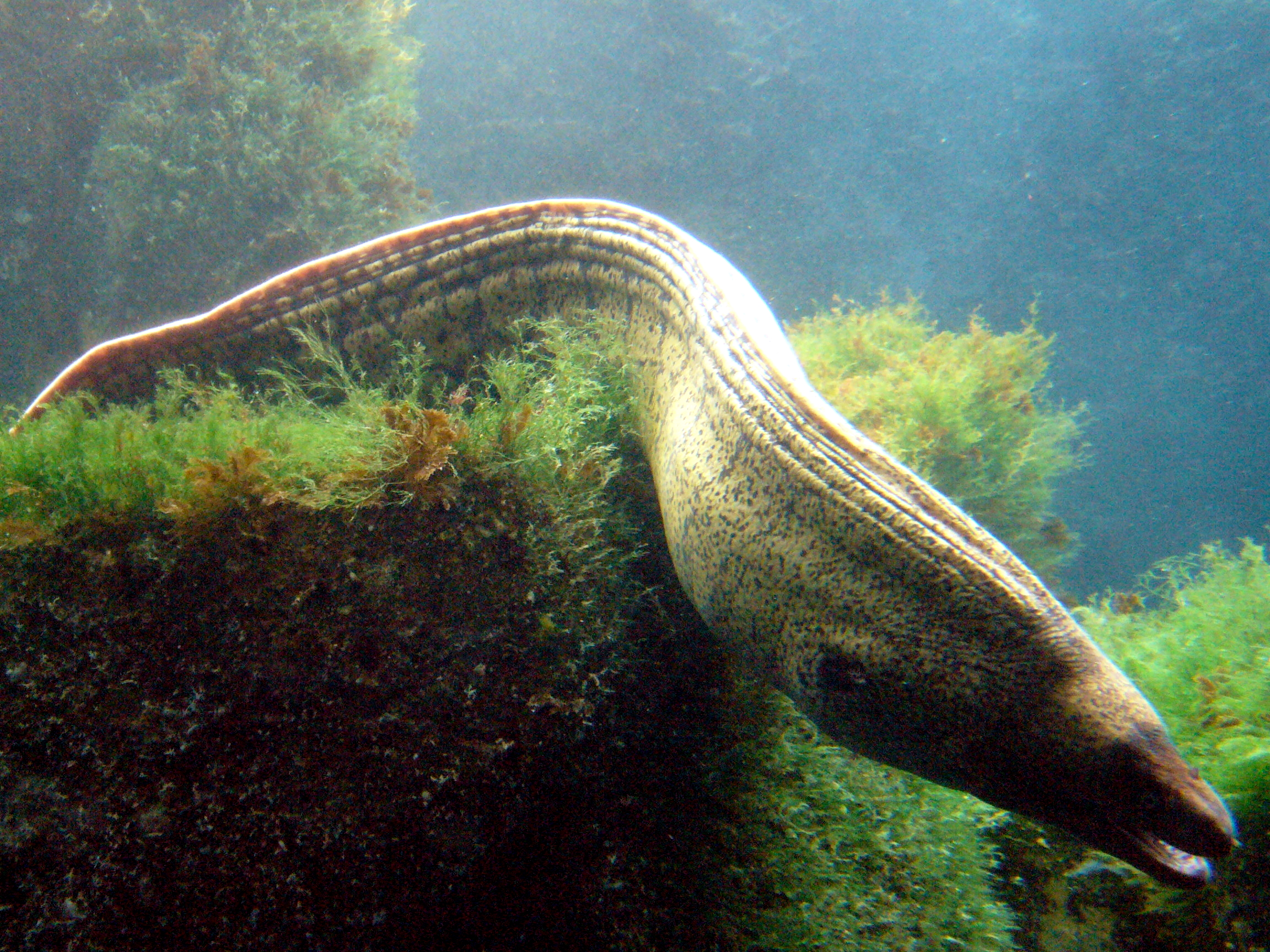
موراي البحر المتوسط

فك الموراي أو الشيق المتوسطيّ ، في الصورة العليا الفك البلعومي في الوضع الطبيعي والصورة السفلى تبين الفك البلعومي ممتداً في الفم

 يتكون جسمها بشكلٍ عام من اللون البني الغني، مع بقع صفراء كبيرة، كل منها يحتوي على بقع بُنية أصغر.

## أنواع
- شيق زائدي
- شيق منقط أبيض
- شيق أسترالي
- شيق مخصور
- شيق متوسطي
- شيق الجزر
- شيق منمش
- شيق نخروبي
- شيق مرصوف
- شيق شبكي
- شيق صلب
- شيق أسود